# Anna Smashnova
Anna Smashnova (Russisch: Анна Смашнова; Hebreeuws: אנה סמשנובה) (Minsk, 16 juli 1976) is een voormalig tennisspeelster uit Wit-Rusland. Smashnova begon met tennis toen zij zes jaar oud was. Op tienjarige leeftijd werd zij in de Sovjet-Unie nummer één bij de junioren, welke positie zij vier jaren behield. In 1989 won zij het juniorenkampioenschap van de Sovjet-Unie.
In 1990 verhuisde zij naar Israël. Smashnova woont in Herzliya. Haar favoriete ondergrond is gravel. Zij speelt rechtshandig en heeft een enkelhandige backhand. Zij was actief in het proftennis van 1991 tot en met 2007.

## Privé
Op 7 december 2002 trad Smashnova in het huwelijk met haar toenmalige coach, Claudio Pistolesi. Daarna speelde zij enige tijd als Anna Pistolesi. Het huwelijk werd na luttele jaren ontbonden. Sinds oktober 2004 schreef zij zich weer als Anna Smashnova op toernooien in.

## Loopbaan
Haar hoogste plaats op de WTA-ranglijst is vijftiende. Zij bereikte deze positie op 3 februari 2003.
Zij won op de WTA-tour twaalf titels in het enkelspel. Van de dertien finales die zij speelde verloor zij er slechts een. Haar beste prestatie op een grandslamtoernooi was de vierde ronde op Roland Garros, zowel in 1995 als in 1998. Zij verloor toen respectievelijk van de Spaanse Arantxa Sánchez Vicario en de Zwitserse Martina Hingis.
In 2006 daalde zij naar de zestigste plaats van de wereldtop en werd daarmee de tweede tennisspeelster van Israël, na Shahar Peer.

## Posities op deWTA-ranglijst
Positie per einde seizoen:
| jaar | ranking enkelspel | ranking dubbelspel |
| ---- | ----------------- | ------------------ |
| 2007 | 928               | –                  |
| 2006 | 65                | 492                |
| 2005 | 43                | 372                |
| 2004 | 32                | –                  |
| 2003 | 16                | –                  |
| 2002 | 16                | –                  |
| 2001 | 87                | –                  |
| 2000 | 46                | –                  |
| 1999 | 49                | –                  |
| 1998 | 50                | –                  |
| 1997 | 140               | 442                |
| 1996 | 132               | 636                |
| 1995 | 68                | –                  |
| 1994 | 48                | –                  |
| 1993 | 147               | 522                |
| 1992 | 231               | 365                |
| 1991 | 347               | 395                |

## Palmares
| Legenda                |
| ---------------------- |
| Grandslamtoernooi      |
| Olympische Spelen      |
| Year-End Championships |
| Tier I                 |
| Tier II                |
| Tier III               |
| Tier IV & V            |

### WTA-finaleplaatsen enkelspel
| nr.              | finale     | toernooi         | ondergrond | tegenstandster         | score         |         |
| ---------------- | ---------- | ---------------- | ---------- | ---------------------- | ------------- | ------- |
| gewonnen finales |            |                  |            |                        |               |         |
| 1.               | 1999-06-13 | WTA Tasjkent     | hardcourt  | Laurence Courtois      | 6-3, 6-3      | details |
| 2.               | 2000-07-23 | WTA Knokke-Heist | gravel     | Dominique Van Roost    | 6-2, 7-5      | details |
| 3.               | 2002-01-05 | WTA Auckland     | hardcourt  | Tatjana Panova         | 6-2, 6-2      | details |
| 4.               | 2002-01-12 | WTA Canberra     | hardcourt  | Tamarine Tanasugarn    | 7-5, 7-6      | details |
| 5.               | 2002-06-16 | WTA Wenen        | gravel     | Iroda Tulyaganova      | 6-4, 6-1      | details |
| 6.               | 2002-09-15 | WTA Shanghai     | hardcourt  | Anna Koernikova        | 6-2, 6-3      | details |
| 7.               | 2003-08-02 | WTA Sopot        | gravel     | Klára Koukalová        | 6-2, 6-0      | details |
| 8.               | 2003-08-10 | WTA Helsinki     | gravel     | Jelena Kostanić        | 4-6, 6-4, 6-0 | details |
| 9.               | 2004-05-22 | WTA Wenen        | gravel     | Alicia Molik           | 6-2, 3-6, 6-2 | details |
| 10.              | 2005-07-17 | WTA Modena       | gravel     | Tathiana Garbin        | 63-60, opg.   | details |
| 11.              | 2005-07-31 | WTA Boedapest    | gravel     | Catalina Castaño       | 6-2, 6-2      | details |
| 12.              | 2006-07-30 | WTA Boedapest    | gravel     | Lourdes Domínguez Lino | 6-1, 6-3      | details |
| verloren finales |            |                  |            |                        |               |         |
| 1.               | 2006-08-26 | WTA Forest Hills | hardcourt  | Meghann Shaughnessy    | 6-1, 0-6, 4-6 | details |

### WTA-finaleplaatsen dubbelspel
geen

### Gewonnen ITF-toernooien enkelspel
| nr. | finale     | toernooi    | dotatie | tegenstandster in finale | score         |
| --- | ---------- | ----------- | ------- | ------------------------ | ------------- |
| 1.  | 1997-11-23 | Jaffa       | $10.000 | Tzipora Obziler          | 6-3, 6-2      |
| 2.  | 1998-04-12 | Athene      | $25.000 | Rita Kuti Kis            | 1-6, 6-2, 6-2 |
| 3.  | 1998-05-17 | Oporto      | $75.000 | Alexia Dechaume-Balleret | 6-2, 6-2      |
| 4.  | 1998-10-04 | Santa Clara | $75.000 | Amy Frazier              | 2-6, 6-4, 6-2 |
| 5.  | 1999-10-17 | Largo       | $50.000 | Marissa Irvin            | 7-6, 6-1      |
| 6.  | 2006-06-10 | Prostějov   | $75.000 | Romina Oprandi           | walk-over     |

### Gewonnen ITF-toernooien dubbelspel
geen

## Resultaten grandslamtoernooien
| Legenda | Legenda                          |
| ------- | -------------------------------- |
| g.t.    | geen toernooi gehouden           |
| l.c.    | lagere categorie                 |
| –       | niet deelgenomen                 |
| G       | uitgeschakeld in de groepsfase   |
| 1R      | uitgeschakeld in de eerste ronde |
| 2R      | uitgeschakeld in de tweede ronde |
| 3R      | uitgeschakeld in de derde ronde  |
| 4R      | uitgeschakeld in de vierde ronde |
| KF      | uitgeschakeld in de kwartfinale  |
| HF      | uitgeschakeld in de halve finale |
| F       | de finale verloren               |
| W       | het toernooi gewonnen            |
| w-v     | winst/verlies-balans             |

### Enkelspel
| Toernooi        | 1994 | 1995 | 1996 |    | 1998 | 1999 | 2000 | 2001 | 2002 | 2003 | 2004 | 2005 | 2006 | 2007  | w-v |
| --------------- | ---- | ---- | ---- | -- | ---- | ---- | ---- | ---- | ---- | ---- | ---- | ---- | ---- | ----- | --- |
| Australian Open | 2R   | 3R   | 2R   | –  | 2R   | 1R   | 1R   | 1R   | 3R   | 2R   | 3R   | 1R   | 1R   | 10-12 |     |
| Roland Garros   | 2R   | 4R   | 1R   | 4R | 3R   | 1R   | 1R   | 1R   | 2R   | 3R   | 2R   | 1R   | 1R   | 13-13 |     |
| Wimbledon       | 2R   | 1R   | 1R   | 1R | 1R   | 3R   | 1R   | 1R   | 1R   | 1R   | 1R   | 1R   | 1R   | 3-13  |     |
| US Open         | 3R   | 1R   | –    | 1R | 1R   | 1R   | 1R   | 2R   | 1R   | 1R   | 2R   | 1R   | –    | 4-11  |     |

### Vrouwendubbelspel
| Toernooi        | 2005 | 2006 | 2007 | w-v |
| --------------- | ---- | ---- | ---- | --- |
| Australian Open | –    | 1R   | 1R   | 0-2 |
| Roland Garros   | 1R   | 1R   | –    | 0-2 |
| Wimbledon       | 1R   | 1R   | –    | 0-2 |
| US Open         | 2R   | 1R   | –    | 1-2 |

### Gemengd dubbelspel
| Toernooi        | 2003 | 2004 | w-v |
| --------------- | ---- | ---- | --- |
| Australian Open | –    | –    | 0-0 |
| Roland Garros   | 2R   | 1R   | 1-2 |
| Wimbledon       | –    | –    | 0-0 |
| US Open         | 1R   | 1R   | 0-2 |